# Erving State Forest

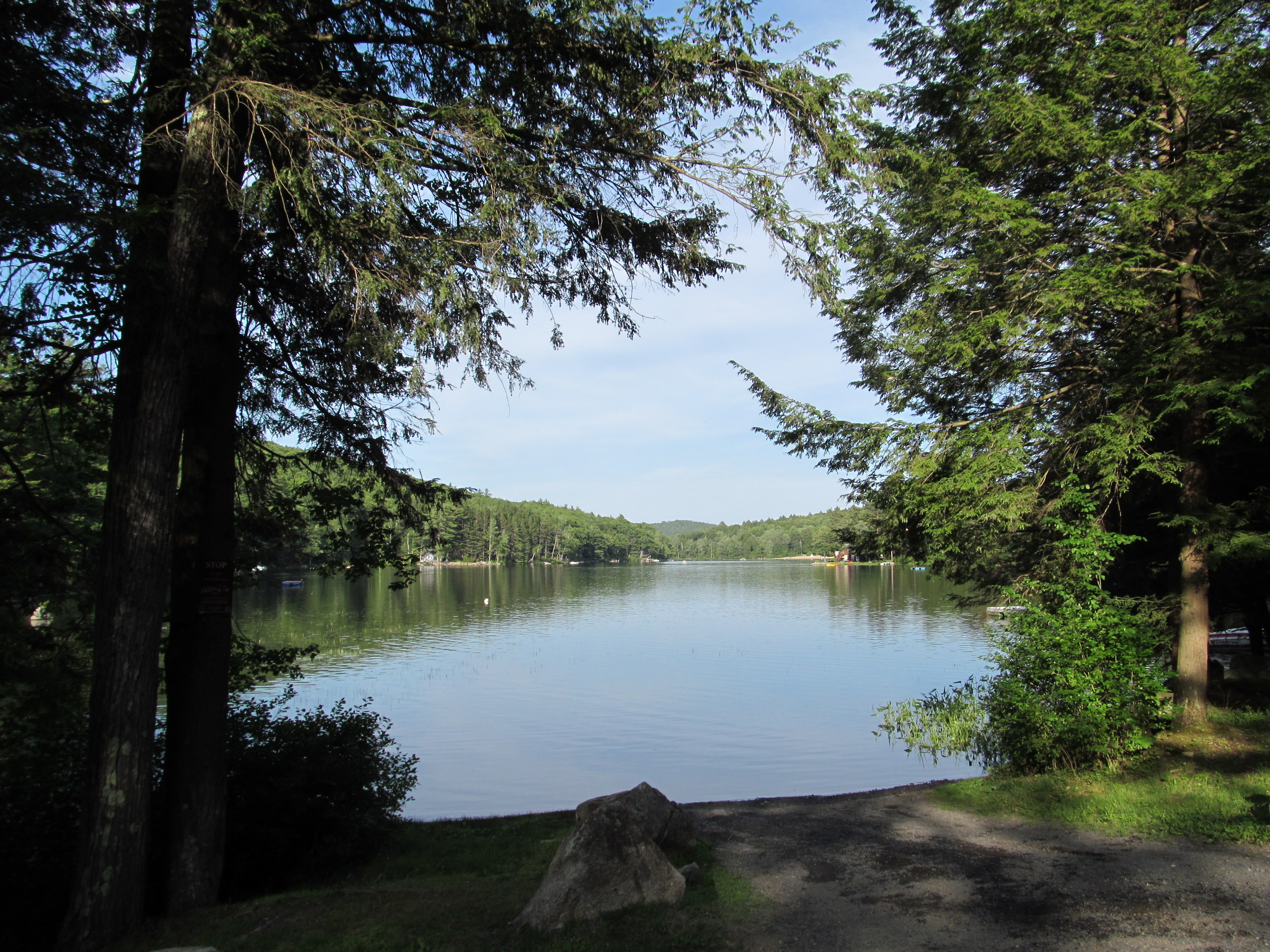
Laurel Lake im Erving State Forest

Erving State Forest ist ein Schutzgebiet im US-Bundesstaat Massachusetts.

## Geographie
Das staatlich geschützte Waldgebiet Erving State Forest liegt im US-Bundesstaat Massachusetts nördlich des Flusses Millers River  und des Quabbin Reservoirs in der Nähe der Städte Erving, Warwick und Orange. Das Areal ist etwa 4 mal 4 km groß.
Auf dem Gebiet sind einige Tierarten wie der amerikanische Schwarzbär, Weißwedelhirsch, Kojote, Waschbär und Fuchs beheimatet.